# المكحلية (طور الباحة)

تعديل مصدري - تعديل

المكحليـة هي إحدى قرى عزلة طور الباحة بمديرية طور الباحة التابعة لمحافظة لحج، بلغ تعداد سكانها 169 نسمة حسب تعداد اليمن لعام 2004.